# Fehér Gábor (író)
Fehér Gábor (Hajdúszoboszló, 1893. április 27. – Nyíregyháza, 1941. december 1.) író, költő, kritikus, tanár, katona.

## Életpálya
Régi (őse hajdú katona, Hajdúdorogban telepedett le 1702-ben, törökök elleni győzedelmes harc után) hajdú családból származott. Apja Fehér Gábor városi tisztviselő , rendőrkapitány volt Hajdúszoboszlón. Édesanyja Káldy Irma (Káldy Sámuel ügyvéd őse,1832-től élnek Hajdúszoboszlón) 
Irodalomkedvelő, író ember, aki hosszú időn át lapszerkesztőként is tevékenykedett városában (Szoboszló és Vidéke, stb.).
Elemi iskolai tanulmányait Hajdúszoboszlón, gimnáziumi tanulmányait a Debreceni Kollégium Gimnáziumában végezte. Bentlakó növendéke volt a nagy múltú református kollégiumnak, és az ott töltött évek életre szóló élményekkel gazdagították. Később íróként is diákkori emlékeihez nyúlt vissza legszívesebben. Egyetemi tanulmányokat is Debrecenben folytatott, ahol magyar-német szakos tanári oklevelet szerzett. Közben – mint német szakos hallgató – egy évet Halléban, az ottani egyetemen töltött.
A háború kitörése után, a hadbavonult tanárok helyettesítésére, egy évig Szatmárnémetiben, majd rövidebb ideig Debrecenben és Miskolcon tanított. 1917 tavaszán azonban őt is bevonultatták, s a háború végéig Kőrösmezőn katonáskodott zászlósi rangban.
A háború után, 1919-ben került Nyíregyházára, a két évvel korábban alapított evangélikus Geduly Henrik Leánygimnáziumba, ahol már az első évben önképzőkört szervezett. A tanári munka mellett hamarosan bekapcsolódott a város kulturális életébe, többször szerepelt előadásokkal, sőt énekszámokkal is a Bessenyei Kör rendezvényein. A húszas években egy ideig az irodalmi szakosztály titkára is volt. Közéleti szereplésével párhuzamosan bontakozott ki publikációs tevékenysége is. A húszas években elég rendszeresen jelentek meg írásai a helyi lapokban, elsősorban a Nyírvidékben. Ezek többsége novella (A pénzhalász, A fecskék, Történetek a szoboszlói strandról, Iránytű nélkül), de egy hosszabb szabadversét (Capri), egy útirajzát (Firenzei levél) és néhány pedagógiai tanulmányát (A gyermeklélek és az alsó fokú nevelés stb.) is őrzik a lap hasábjai.
Országosan 1928‐ban figyeltek fel rá, amikor A Jenei csodálatos históriája című elbeszélésével sikerrel szerepelt a Napkelet című folyóirat novellapályázatán. A régi szoboszlói életből táplálkozó, népies hangvételű paraszttörténetnek a következő években még számos folytatása keletkezett (Jeneiné Konyárra készül, Túl Napnyugat – innen Kelet, Kakucsit végképp leberheli a sors a placcrul stb).
A Nyírvidék közölte először folytatásokban, 1929-es évfolyamának október 20 és december 20 közötti számaiban Semmibe ívelő hidak című regényét is, amelyet Jóba Elek könyvnyomdája még ugyanabban az évben kötetben is kiadott.
Az 1928-ban megjelent Az 50 éves Nyírvidék albuma és az 1930-as Bessenyei Almanach még közölte egy-egy novelláját, de sem az 1932-es kiadású Szabolcsi Antológiában, sem az ugyancsak 1932-ben napvilágot látott Írások című kiadványban nem szerepelt, és az 1934-ben indult Szabolcsi Szemlében is – egész fennállása alatt – mindössze egyetlen novellája jelent meg.
Ugyanakkor a helyi irodalmi és közélettel az 1920-as évek végétől sem tartott közelebbi kapcsolatot. Inkább az iskolában, ahol tanított, érezte jól magát. Popovits Margit magyar-német szakos tanárnő személyében feleséget is ott talált magának, akivel haláláig harmonikus házasságban éltek. Testvérei Fehér Klára (Sebestyén Géza (könyvtáros  felesége volt) Margit és Sándor.
A harmincas években írói figyelme a régi diákélet ábrázolása felé fordult, s alighanem ezekben a debreceni és pataki kollégiumi históriákban találta meg leginkább írói hangját, saját világát. Diáktörténeteiből három kötet látott napvilágot (Der harmincjährige Krieg, 1929; Az utolsó nagybotos, 1940; Obsidio Patakiana, 1940). Folytatásuk ezeknek a műveknek már nem lett.
Magyarország hadba lépése után őt is azonnal mozgósították, s a fronton szerzett tífuszos fertőzés következtében, 48 éves korában meghalt. Sírja a nyíregyházi Északi temetőben található. Halála után hűséges barátja, Kiss Lajos múzeumigazgató és néprajztudós búcsúztatta, és Karácsony Sándor írt róla terjedelmes tanulmányt. Weöres Sándor pedig, aki nagy tisztelője volt, versben idézte fel alakját (Fehér Gábor emlékezete), és a Három veréb hat szemmel című antológia jegyzeteiben is emlegette, „öreg‐vidám cimboráját, a nyíregyházi regényíró tanárt”.

## Emlékezete
1976-ban az egykori evangélikus leánygimnázium jogutódjában, a nyíregyházi Zrínyi Ilona Gimnázium előcsarnokában emléktáblát avattak tiszteletére. Születésének centenáriumán tudományos emlékülés keretében méltatták pedagógusi és írói tevékenységét, és Válogatott elbeszélései címen kötetet jelentettek meg írásaiból. 1996-ban Nyíregyházán utcát neveztek el róla.